# 21471 Pavelchvykov
21471 Pavelchvykov è un asteroide della fascia principale. Scoperto nel 1998, presenta un'orbita caratterizzata da un semiasse maggiore pari a 2,6412875 UA e da un'eccentricità di 0,1992640, inclinata di 11,63931° rispetto all'eclittica.